# نيك وذرسبون
نيك وذرسبون (بالإنجليزية: Nick Weatherspoon)‏ مواليد 20 يوليو 1950 في غرينوود - الوفاة 17 أكتوبر 2008، كان لاعب كرة سلة أمريكي. بدأ مسيرته الاحترافية في سنة 1973. تم اختياره من قبل فريق واشنطن ويزاردز خلال الدرافت. بلغ طوله 6 قدم 7 بوصة (2.0 م). اعتزل اللعب في 1980.

## المسيرة الاحترافية
لعب مع سياتل سوبرسونيكس في موسم 1976–1977، ثم لعب مع شيكاغو بولز في موسم 1977–1978، ثم لعب مع لوس أنجلوس كليبرز من سنة 1978 إلى 1980.

## روابط خارجية
- نيك وذرسبون على موقع إن بي أي (الإنجليزية)
- نيك وذرسبون على موقع سبورتس رفرنس (الإنجليزية)
- نيك وذرسبون على موقع كلية كرة السلة في سبورتس رفرنس.كوم (الإنجليزية)
- نيك وذرسبون على موقع ريلجم (الإنجليزية)
- نيك وذرسبون على موقع بروبوليرز (الإنجليزية)